# دهه ۱۳۱۰ (پیش از میلاد)
دهه ۱۳۱۰ (پیش از میلاد) صد و سی و یکمین دهه قبل از مبدا شروع تقویم میلادی است.